# Coudekerque-Branche
Coudekerque-Branche (neerlandeză Nieuw-Koudekerke, flamandă: Nieu-Coudekercke) este un oraș în Franța, în departamentul Nord, în regiunea Nord-Pas de Calais. Face parte din aglomerația orașului Dunkerque. 
1. ↑  répertoire géographique des communes, accesat în 26 octombrie 2015
2. ↑  dataset of postal codes in France, 1 octombrie 2018